# Transvestisme
|  | No s'ha de confondre amb Transgènere, Transformisme, o Transsexualitat. |

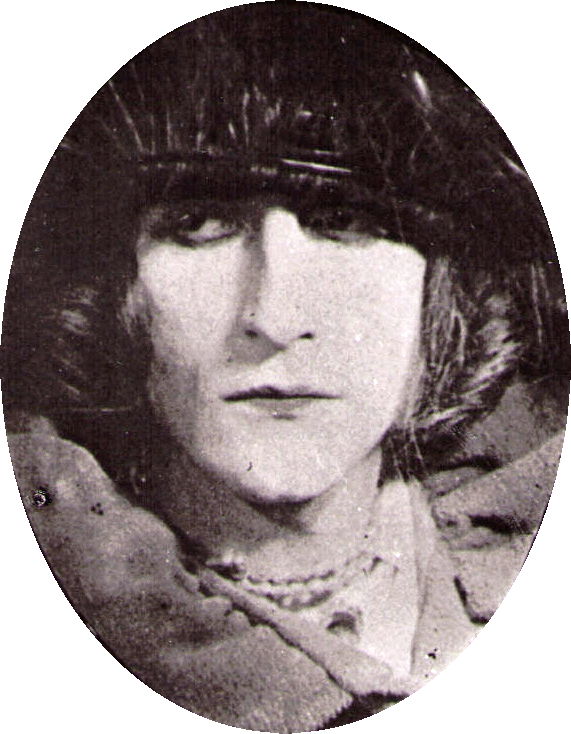
Marcel Duchamp caracteritzat com al seu personatge Rose Selavy

El transvestisme és una activitat consistent a vestir-se amb roba considerada pròpia dels individus d'un altre gènere. La paraula és un neologisme, creat el 1910 pel sexòleg jueu-alemany Magnus Hirschfeld (1868-1935), al marc del seu activisme per a l'alliberació sexual.
Evidentment aquestes consideracions difereixen a cada cultura. Així, si en èpoques passades, que una dona vestís pantalons, com per exemple Marlene Dietrich, podia considerar-se transvestisme o estar-hi propera, mentre que avui a la majoria de països no ho és i, al contrari, es considera un signe de modernitat. El transvestisme pot ser puntual, per a una festa, espectacle o art escènica, o bé hi ha persones que l'adopten a la vida quotidiana, sigui en públic o en privat, no necessàriament per transsexuals. El transvestisme com a fetitxisme sexual és el fetitxisme travestista. Actualment moltes estrelles de la música pop l'adopten, a més d'utilitzar-se també en espectacles com, per exemple, de drag queens, de dansa clàssica (per exemple, els ballets Trockadero de Montecarlo o The Chanclettes; o ja al segle xix a Coppélia) o contemporània, actors (Ángel Pavlovsky) de teatre o cinema, a l'òpera, etc. de vegades com a part d'un espectacle de transformisme.